# 东圈门
东圈门是江苏省扬州市的一条古街，东西走向，西到国庆路，东到观巷，长约700米，与扬州市东西主干道文昌中路平行。以保存有大量明清古民居，尤其是盐商住宅著称，是扬州市保护的历史街区之一。
东圈门形成于明代。正德年间，盐运使司由于独处城（扬州旧城）外，在东、南、北三面修建了三个门楼，东门楼被称为东圈门，并向东形成一条街道，成为盐商聚居地。
东圈门沿街的文物古迹甚多，自西向东有东圈门门楼、壶园、清溪旧居（经学家刘文淇、刘师培故居）、汪氏小苑（江苏省文物保护单位）；街的西端正对昔日盐运司衙署门厅，东端则是琼花观；江泽民故居位于此街16號。